# БМВ 3/15
BMW 3/15 е първият автомобил, произведен от BMW, Германия.
Производството започва на 22 март 1929 г. в завод в Берлин Йоханистал, по лиценз на Austin Motor Company. Автомобилът е с четирицилиндров бензинов двигател, тристепенна скоростна кутия, обем от 749 cm³, мощност 15 до 18 к.с. и цена от 2175 райхсмарки през 1930 г. До февруари 1932 г. са произведени 12 000 автомобила от този модел. От тях 150 са BMW 3/15 PS DA 3 тип Вартбург, който е прародител на спортните автомобили на BMW.